# فيرمين ريتشارد
فيرمين ريتشارد (بالفرنسية: Firmine Richard)‏ (و. 1947 – م) هي ممثلة من فرنسا . ولدت في بوانت-آه-بيتر .

## جوائز
حصلت على جوائز منها:
- وسام جوقة الشرف من رتبة فارس
- فارس وسام الاستحقاق الوطني.

## روابط خارجية
- فيرمين ريتشارد على موقع IMDb (الإنجليزية)
- فيرمين ريتشارد على موقع ميتاكريتيك (الإنجليزية)
- فيرمين ريتشارد على موقع روتن توميتوز (الإنجليزية)
- فيرمين ريتشارد على موقع ألو سيني (الفرنسية)
- فيرمين ريتشارد على موقع ميوزك برينز (الإنجليزية)
- فيرمين ريتشارد على موقع تيرنر كلاسيك موفيز (الإنجليزية)
- فيرمين ريتشارد على موقع أول موفي (الإنجليزية)
- فيرمين ريتشارد على موقع قاعدة بيانات الأفلام السويدية (السويدية)
- فيرمين ريتشارد على موقع ديسكوغز (الإنجليزية)
- فيرمين ريتشارد على موقع قاعدة بيانات الفيلم (الإنجليزية)